# Prémio Critics Choice de melhor atriz em cinema
O Prémio Critics Choice de melhor atriz em cinema  (no original em inglês Critics' Choice Movie Award for Best Actress) é um dos dezenove prêmios concedidos a pessoas que trabalham na indústria do cinema pela Associação de Críticos de Cinema de Transmissão.

### Década de 1990
| Ano  | Atriz                  | Personagem                       | Filme                 |
| ---- | ---------------------- | -------------------------------- | --------------------- |
| 1996 | Nicole Kidman          | Suzanne Stone-Moretto            | To Die For            |
| 1997 | Frances McDormand †    | Marge Gunderson                  | Fargo                 |
| 1998 | Helena Bonham Carter ‡ | Kate Croy                        | The Wings of the Dove |
| 1999 | Cate Blanchett ‡       | Rainha Elizabeth I da Inglaterra | Elizabeth             |
| 2000 | Hilary Swank †         | Brandon Teena                    | Boys Don't Cry        |

### Década de 2000
| Ano  | Ator                      | Personagem                         | Filme                                             |
| ---- | ------------------------- | ---------------------------------- | ------------------------------------------------- |
| 2001 | Julia Roberts †           | Erin Brockovich                    | Erin Brockovich                                   |
| 2002 | Sissy Spacek ‡            | Ruth Fowler                        | In the Bedroom                                    |
| 2002 | Nicole Kidman ‡           | Satine                             | Moulin Rouge!                                     |
| 2002 | Renee Zellweger ‡         | Bridget Jones                      | Bridget Jones's Diary                             |
| 2003 | Julianne Moore ‡          | Cathy Whitaker                     | Far from Heaven                                   |
| 2003 | Salma Hayek ‡             | Frida Kahlo                        | Frida                                             |
| 2003 | Nicole Kidman †           | Virginia Woolf                     | The Hours                                         |
| 2003 | Diane Lane ‡              | Constance Sumner                   | Unfaithful                                        |
| 2004 | Charlize Theron †         | Aileen Wuornos                     | Monster                                           |
| 2004 | Jennifer Connelly         | Kathy Nicolo                       | House of Sand and Fog                             |
| 2004 | Diane Keaton ‡            | Erica Barry                        | Something's Gotta Give                            |
| 2004 | Nicole Kidman             | Ada Monroe                         | Cold Mountain                                     |
| 2004 | Samantha Morton ‡         | Sarah Sullivan                     | In America                                        |
| 2004 | Naomi Watts ‡             | Cristina Peck                      | 21 Grams                                          |
| 2005 | Hilary Swank †            | Maggie Fitzgerald                  | Million Dollar Baby                               |
| 2005 | Annette Bening ‡          | Julia Lambert                      | Being Julia                                       |
| 2005 | Catalina Sandino Moreno ‡ | Maria Alvarez                      | María, llena eres de gracia (Maria Full of Grace) |
| 2005 | Imelda Staunton ‡         | Vera Drake                         | Vera Drake                                        |
| 2005 | Uma Thurman               | Beatrix Kiddo                      | Kill Bill (Volume 2)                              |
| 2005 | Kate Winslet ‡            | Clementine Kruczynski              | Eternal Sunshine of the Spotless Mind             |
| 2006 | Reese Witherspoon †       | June Carter Cash                   | Walk the Line                                     |
| 2006 | Joan Allen                | Terry Wolfmeyer                    | The Upside of Anger                               |
| 2006 | Judi Dench ‡              | Laura Henderson                    | Mrs. Henderson Presents                           |
| 2006 | Felicity Huffman ‡        | Sabrina Osbourne                   | Transamerica                                      |
| 2006 | Keira Knightley ‡         | Elizabeth Bennet                   | Pride and Prejudice                               |
| 2006 | Charlize Theron ‡         | Josey Aimes                        | North Country                                     |
| 2007 | Helen Mirren †            | Rainha Elizabeth II do Reino Unido | The Queen                                         |
| 2007 | Penélope Cruz ‡           | Raimunda                           | Volver                                            |
| 2007 | Judi Dench ‡              | Barbara Covett                     | Notes on a Scandal                                |
| 2007 | Meryl Streep ‡            | Miranda Priestly                   | The Devil Wears Prada                             |
| 2007 | Kate Winslet ‡            | Sarah Pierce                       | Little Children                                   |
| 2008 | Julie Christie ‡          | Fiona Anderson                     | Away from Her                                     |
| 2008 | Amy Adams                 | Giselle                            | Enchanted                                         |
| 2008 | Cate Blanchett ‡          | Rainha Elizabeth I da Inglaterra   | Elizabeth: The Golden Age                         |
| 2008 | Marion Cotillard †        | Edith Piaf                         | La môme (La Vie En Rose)                          |
| 2008 | Angelina Jolie            | Mariane Pearl                      | A Mighty Heart                                    |
| 2008 | Elliot Page ‡             | Juno MacGuff                       | Juno                                              |
| 2009 | Anne Hathaway ‡           | Kym                                | Rachel Getting Married                            |
| 2009 | Meryl Streep ‡            | Irmã Aloysius Bouvier              | Doubt                                             |
| 2009 | Kate Beckinsale           | Rachel Armstrong                   | Nothing But the Truth                             |
| 2009 | Cate Blanchett            | Daisy Fuller                       | The Curious Case of Benjamin Button               |
| 2009 | Angelina Jolie ‡          | Christine Collins                  | Changeling                                        |
| 2009 | Melissa Leo ‡             | Ray Eddy                           | Frozen River                                      |
| 2010 | Meryl Streep ‡            | Julia Child                        | Julie & Julia                                     |
| 2010 | Sandra Bullock †          | Leigh Anne Tuohy                   | The Blind Side                                    |
| 2010 | Emily Blunt               | Rainha Victoria do Reno Unido      | The Young Victoria                                |
| 2010 | Carey Mulligan ‡          | Jenny Mellor                       | An Education                                      |
| 2010 | Saoirse Ronan             | Susie Salmon                       | The Lovely Bones                                  |
| 2010 | Gabourey Sidibe ‡         | Claireece "Precious" Jones         | Precious                                          |

### Década de 2010
| Ano  | Ator                 | Personagem                      | Filme                                      |
| ---- | -------------------- | ------------------------------- | ------------------------------------------ |
| 2011 | Natalie Portman †    | Nina Sayers                     | Black Swan                                 |
| 2011 | Annette Bening ‡     | Dra. Nicole "Nic" Allgood       | The Kids Are All Right                     |
| 2011 | Nicole Kidman ‡      | Rebecca "Becca" Corbett         | Rabbit Hole                                |
| 2011 | Jennifer Lawrence ‡  | Ree Dolly                       | Winter's Bone                              |
| 2011 | Noomi Rapace         | Lisbeth Salander                | Män som hatar kvinnor                      |
| 2011 | Michelle Williams ‡  | Cynthia "Cindy" Hellers         | Blue Valentine                             |
| 2012 | Viola Davis ‡        | Aibleen Clark                   | The Help                                   |
| 2012 | Elizabeth Olsen      | Martha                          | Martha Marcy May Marlene                   |
| 2012 | Meryl Streep †       | Margaret Thatcher               | The Iron Lady                              |
| 2012 | Charlize Theron      | Mavis Gary                      | Young Adult                                |
| 2012 | Tilda Swinton        | Eva Khatchadourian              | We Need to Talk About Kevin                |
| 2012 | Michelle Williams ‡  | Marilyn Monroe                  | My Week with Marilyn                       |
| 2013 | Jessica Chastain ‡   | Maya                            | Zero Dark Thirty                           |
| 2013 | Marion Cotillard     | Stephanie                       | De rouille et d'os (Rust and Bone)         |
| 2013 | Jennifer Lawrence †  | Tiffany Maxwell                 | Silver Linings Playbook                    |
| 2013 | Emmanuelle Riva ‡    | Anne Laurent                    | Amour                                      |
| 2013 | Quvenzhané Wallis ‡  | Hushpuppy                       | Beasts of the Southern Wild                |
| 2013 | Naomi Watts ‡        | Maria Bennett                   | The Impossible                             |
| 2014 | Cate Blanchett †     | Jeanette "Jasmine" Francis      | Blue Jasmine                               |
| 2014 | Sandra Bullock ‡     | Dra. Ryan Stone                 | Gravity                                    |
| 2014 | Judi Dench ‡         | Philomena Lee                   | Philomena                                  |
| 2014 | Brie Larson          | Grace                           | Short Term 12                              |
| 2014 | Meryl Streep ‡       | Violet Weston                   | August: Osage County                       |
| 2014 | Emma Thompson        | Pamela L. Travers               | Saving Mr. Banks                           |
| 2015 | Julianne Moore †     | Dra. Alice Howland              | Still Alice                                |
| 2015 | Jennifer Aniston     | Claire Simmons                  | Cake                                       |
| 2015 | Marion Cotillard ‡   | Sandra Bya                      | Deux jours, une nuit (Two Days, One Night) |
| 2015 | Felicity Jones ‡     | Jane Wilde Hawking              | The Theory of Everything                   |
| 2015 | Rosamund Pike ‡      | Amy Elliott-Dunne               | Gone Girl                                  |
| 2015 | Reese Witherspoon ‡  | Cheryl Strayed                  | Wild                                       |
| 2016 | Brie Larson †        | Joy "Ma" Newsome                | Room                                       |
| 2016 | Cate Blanchett ‡     | Carol Aird                      | Carol                                      |
| 2016 | Jennifer Lawrence ‡  | Joy Mangano                     | Joy                                        |
| 2016 | Charlotte Rampling ‡ | Kate Mercer                     | 45 Years                                   |
| 2016 | Saoirse Ronan ‡      | Eilis Lacey                     | Brooklyn                                   |
| 2016 | Charlize Theron      | Imperatriz Furiosa              | Mad Max: Fury Road                         |
| 2017 | Natalie Portman ‡    | Jacqueline Kennedy              | Jackie                                     |
| 2017 | Amy Adams            | Dra. Louise Banks               | Arrival                                    |
| 2017 | Annette Bening       | Dorothea Fields                 | 20th Century Women                         |
| 2017 | Isabelle Huppert ‡   | Michèle Leblanc                 | Elle                                       |
| 2017 | Ruth Negga ‡         | Mildred Loving                  | Loving                                     |
| 2017 | Emma Stone †         | Mia Dolan                       | La La Land                                 |
| 2018 | Frances McDormand †  | Mildred Hayes                   | Three Billboards Outside Ebbing, Missouri  |
| 2018 | Jessica Chastain     | Molly Bloom                     | Molly's Game                               |
| 2018 | Sally Hawkins ‡      | Elisa Esposito                  | The Shape of Water                         |
| 2018 | Margot Robbie ‡      | Tonya Harding                   | I, Tonya                                   |
| 2018 | Saoirse Ronan ‡      | Christine "Lady Bird" McPherson | Lady Bird                                  |
| 2018 | Meryl Streep ‡       | Katharine Graham                | The Post                                   |
| 2019 | Glenn Close ‡        | Joan Castleman                  | The Wife                                   |
| 2019 | Lady Gaga ‡          | Ally Maine                      | A Star Is Born                             |
| 2019 | Yalitza Aparicio ‡   | Cleo                            | Roma                                       |
| 2019 | Emily Blunt          | Mary Poppins                    | Mary Poppins Returns                       |
| 2019 | Toni Collette        | Annie Graham                    | Hereditary                                 |
| 2019 | Olivia Colman †      | Rainha Anne da Grã-Bretanha     | The Favourite                              |
| 2019 | Melissa McCarthy ‡   | Lee Israel                      | Can You Ever Forgive Me?                   |
| 2020 | Renée Zellweger †    | Judy Garland                    | Judy                                       |
| 2020 | Awkwafina            | Billi Wang                      | The Farewell                               |
| 2020 | Cynthia Erivo ‡      | Harriet Tubman                  | Harriet                                    |
| 2020 | Scarlett Johansson ‡ | Nicole Barber                   | Marriage Story                             |
| 2020 | Lupita Nyong'o       | Adelaide Wilson / Red           | Us                                         |
| 2020 | Saoirse Ronan ‡      | Josephine "Jo" March            | Little Women                               |
| 2020 | Charlize Theron ‡    | Megyn Kelly                     | Bombshell                                  |

### Década de 2020
| Ano  | Atriz                  | Personagem               | Filme                                |
| ---- | ---------------------- | ------------------------ | ------------------------------------ |
| 2021 | Carey Mulligan ‡       | Cassie Thomas            | Promising Young Woman                |
| 2021 | Frances McDormand †    | Fern                     | Nomadland                            |
| 2021 | Viola Davis ‡          | Ma Rainey                | Ma Rainey's Black Bottom             |
| 2021 | Andra Day ‡            | Billie Holiday           | The United States vs. Billie Holiday |
| 2021 | Vanessa Kirby ‡        | Martha Weiss             | Pieces of a Woman                    |
| 2021 | Zendaya                | Marie Jones              | Malcolm & Marie                      |
| 2021 | Sidney Flanigan        | Autumn Callahan          | Never Rarely Sometimes Always        |
| 2022 | Jessica Chastain †     | Tammy Faye Messner       | The Eyes of Tammy Faye               |
| 2022 | Nicole Kidman ‡        | Lucille Ball             | Being the Ricardos                   |
| 2022 | Olivia Colman ‡        | Leda Caruso              | The Lost Daughter                    |
| 2022 | Lady Gaga              | Patrizia Reggiani        | House of Gucci                       |
| 2022 | Alana Haim             | Alana Kane               | Licorice Pizza                       |
| 2022 | Kristen Stewart ‡      | Diana, Princesa de Gales | Spencer                              |
| 2023 | Cate Blanchett ‡       | Lydia Tár                | Tár                                  |
| 2023 | Danielle Deadwyler     | Mamie Till-Bradley       | Till                                 |
| 2023 | Margot Robbie          | Nellie LaRoy             | Babylon                              |
| 2023 | Michelle Williams ‡    | Mitzi Fabelman           | The Fabelmans                        |
| 2023 | Michelle Yeoh †        | Evelyn Quan Wang         | Everything Everywhere All at Once    |
| 2023 | Viola Davis            | General Nanisca          | The Woman King                       |
| 2024 | Emma Stone             | Bella Baxter             | Poor Things                          |
| 2024 | Margot Robbie          | Barbie                   | Barbie                               |
| 2024 | Sandra Hüller          | Sandra Voyter            | Anatomie d'une chute                 |
| 2024 | Lily Gladstone         | Mollie Kyle              | Killers of the Flower Moon           |
| 2024 | Carey Mulligan         | Felicia Montealegre      | Maestro                              |
| 2024 | Greta Lee              | Nora Moon                | Past Lives                           |
| 2025 | Demi Moore ‡           | Elisabeth Sparkle        | The Substance                        |
| 2025 | Mikey Madison †        | Anora / Ani              | Anora                                |
| 2025 | Cynthia Erivo          | Elphaba Thropp           | Wicked                               |
| 2025 | Karla Sofía Gascón     | Emilia Pérez / Manitas   | Emilia Pérez                         |
| 2025 | Marianne Jean-Baptiste | Pansy Deacon             | Hard Truths                          |